# Krebsbach (Bühler)
Der Krebsbach ist ein Bach der Ellwanger Berge im Norden des Gemeindegebietes von Adelmannsfelden im Ostalbkreis im nordöstlichen Baden-Württemberg, der nach einem 2,5 km langen Lauf nach Westen nahe dem Bühlerzeller Weiler Spitzenberg von rechts in die obere Bühler mündet.

## Geographie

### Verlauf
Der Krebsbach entsteht an der südöstlichen Siedlungsgrenze des Weilers Haid und am Waldrand des Vorderwälder Gemeindewaldes auf etwa 465 m ü. NHN. Im beginnenden Wald aufwärts ist auch auf wenigen hundert Metern Länge oberhalb dieses auf der amtlichen Gewässerkarte eingetragenen Ursprungs noch ein Laufbett erkennbar. Vom Waldrand läuft der Bach sehr beständig nach Westen, auf dem ersten Kilometer als ein nur von einem verrohrten Teilstück und einigen Überfahrten unterbrochener, gerader Wiesengraben, der oft ohne Durchfluss ist. An der querenden Anschlussstraße vom Weiler Stöcken auf dem linken Hügelrücken zum Einzelanwesen Patrizenhaus am rechten Hang wandelt sich dann das Bild; nunmehr fließt der Bach in Schlingen und wird von einer Erlengalerie begleitet. Weniger als einen halben Kilometer weiter im Westen tritt er in den Wald ein, den er erst wieder an der rechts neben der Bühler laufenden L 1072 zwischen Adelmannsfelden-Bühler im Süden und Bühlerzell-Senzenberg verlässt. Gleich nachdem er die Straße unterquert hat, mündet der Krebsbach auf etwa 405 m ü. NHN gegenüber dem Bühlerzeller Weiler Spitzenberg auf der gegenüberliegenden Randhöhe des Flusses in der schmalen Flussaue von rechts in die obere Bühler.

### Einzugsgebiet
Der Krebsbach entwässert etwa 0,8 km² des Naturraumes Ellwanger Berge westwärts zur oberen Bühler. Das Einzugsgebiet liegt im Mittelkeuper, zum größeren Teil im Stubensandstein Löwenstein-Formation. In der stärker eingetieften Talmulde der unteren Laufhälfte schneidet liegt das Bachbett in den Oberen Bunten Mergeln (Mainhardt-Formation) und zuletzt im Kieselsandstein (Hassberge-Formation).
Das Einzugsgebiet ist ein zweieinhalb bis drei Kilometer langer, nirgends auch nur einen halben Kilometer breiter Schlauch um den Lauf. Ost- und Westende liegen in Wäldern, im mittleren Bereich ist die Landschaft offen mit zuweilen Feldern auf den Seitenhügeln und Wiesen in der Mulde. Der höchste Punkt liegt über der Quelle an der Ostspitze, wo ein möglicherweise Lehenberg genannter Hügel im Vorderwälder Gemeindewald bis auf etwa 483 m ü. NHN aufragt. Hinter diesem entsteht ein ostwärts zur Blinden Rot laufender Bach. Jenseits der nördlichen Wasserscheide fließen der Stockwiesenbach und der diesen aufnehmende untere Uhlbach parallel zum Krebsbach nach Westen in die Bühler. Auf der Gegenseite des Hügelrückens an der südlichen Wasserscheide, auf welchem Stöcken sitzt, fließt der Federbach durch die Fuchsklinge und zuletzt über den Ohrbach weiter oben in die Bühler.
Das gesamte Einzugsgebiet liegt auf dem nördlichen Adelmannsfelder Gemeindegebiet. In ihm liegen vom Weiler Haid die Häuser im Süden, vom Weiler Stöcken die im Norden und dazu der einzeln stehende Hof Patrizenhaus.

## Natur und Schutzgebiete
Nachdem der Bach vorher in einem geraden Graben mit fast gehölzfreien Ufern läuft und dabei im Strut kurz eine Nasswiese quert, und danach nochmals kurz zwischen Hochstauden läuft, zeigt er auf dem Abschnitt nördlich von Stöcken am Übergang zum geschlossenen Wald in einem schmalen Auenwäldchen mit Erlen kleine Mäander.
Das gesamte Einzugsgebiet liegt im Naturpark Schwäbisch-Fränkische Waldberge. Ab dem Mittellauf fließt der Bach im Landschaftsschutzgebiet Oberes Bühlertal und Umgebung.

### LUBW
Amtliche Online-Gewässerkarte mit passendem Ausschnitt und den hier benutzten Layern: Lauf und Einzugsgebiet des Krebsbachs

Allgemeiner Einstieg ohne Voreinstellungen und Layer: Daten- und Kartendienst der Landesanstalt für Umwelt Baden-Württemberg (LUBW) (Hinweise)
1. 1 2 3  Höhe nach dem Höhenlinienbild auf dem Hintergrundlayer Topographische Karte.
2. ↑  Länge nach dem Layer Gewässernetz (AWGN).
3. ↑  Einzugsgebiet abgemessen auf dem Hintergrundlayer Topographische Karte.
4. ↑  Schutzgebiete nach den einschlägigen Layern, Natur teilweise nach dem Layer Biotop.

### Andere Belege
1. ↑  Hansjörg Dongus: Geographische Landesaufnahme: Die naturräumlichen Einheiten auf Blatt 171 Göppingen. Bundesanstalt für Landeskunde, Bad Godesberg 1961. → Online-Karte (PDF; 4,3 MB)
2. ↑  Geologie nach den Layern zu Geologische Karte 1:50.000 auf: Mapserver des Landesamtes für Geologie, Rohstoffe und Bergbau (LGRB) (Hinweise)
3. ↑  Das Waldgewann jenseits der genannten Erhebung, in der Talmulde (!) des dort beginnenden Bachs zur Blinden Rot, heißt Lehenberg, siehe dazu Geoportal Baden-Württemberg (Hinweise)